# 仙台放送みんなのニュース
『仙台放送みんなのニュース』（せんだいほうそう みんなのニュース）は、仙台放送にて2015年3月30日から2018年4月1日まで放送された自社制作のローカル報道番組である。正式タイトルは『FNN仙台放送みんなのニュース』。

## 概要
- キー局フジテレビが『（FNN）みんなのニュース』をスタートさせることに伴い、『仙台放送スーパーニュース』を改題して放送開始。
- 休日版は『FNN仙台放送みんなのニュースWeekend』のタイトルで放送されていた。
- 2016年4月4日から平日版は『みんなのニュース 第2部』を16:50からフルネットを放送しており、県内パートの開始時刻を18:14からに繰り上げられた。また、19時台番組との接続がステブレレスに変更された。
- 2016年10月1日から休日版も時刻出しを開始した。

## 放送時間
※何れも日本標準時。
- 平日（月 - 金曜）：16:50 - 19:00[1]
- 休日（土・日曜）：17:30 - 18:00[2]

## 出演者（2017年10月から）

### 平日版
メインキャスター
- 寺田早輪子（仙台放送アナウンサー）

アシスタントキャスター
- 牧広大（仙台放送アナウンサー/月 - 水曜担当）
- 梅島三環子（仙台放送アナウンサー/木・金曜担当）

コーナーキャスター
- 梅島三環子

スポーツキャスター
- 金澤聡[3]（仙台放送アナウンサー）

気象キャスター
- 平野貴久（気象予報士）

### 休日版
- 仙台放送アナウンサーのシフト出演制

## 過去の出演者

### 平日版
| 期間      | 期間      | メインキャスター | アシスタントキャスター | アシスタントキャスター | スポーツキャスター | 気象キャスター |
| 期間      | 期間      | メインキャスター | 月曜 - 水曜            | 木曜・金曜             | スポーツキャスター | 気象キャスター |
| --------- | --------- | ---------------- | ---------------------- | ---------------------- | ------------------ | -------------- |
| 2015.3.30 | 2017.3.31 | 寺田早輪子       | 木下瑠音               | 木下瑠音               | 金澤聡             | 平野貴久       |
| 2017.4.3  | 2018.3.30 | 寺田早輪子       | 牧広大                 | 梅島三環子             | 金澤聡             | 平野貴久       |

## タイムテーブル（平日の場合）
2017年4月以降
- 16:50 オープニングタイトル・ニュースの手がかり（フジテレビから）
- 16:52 全国ニュースなど（フジテレビから）
- 17:16頃（または17:20頃・17:22頃）ケイゾク（月 - 木曜日/フジテレビから）、ふるさと世界デビュー（金曜日/フジテレビから）
- 17:26頃 上を向いて歩こう!（フジテレビから）
- 17:33頃 やくさん（フジテレビから）
- 17:53 全国ニュースPART2（フジテレビから）
- 18:14 県内ニュース・県内スポーツなど
- 18:45 6:45天気（宮城県内の天気）
- 18:50 フラッシュニュース
- 18:59 ミニニュース・クロージング

## 備考
- 2015年9月10・11日は平成27年9月関東・東北豪雨の緊急放送として15:50から放送された。
- 2015年9月21日は開始時刻を16:20、22・23日は15:50にそれぞれ繰り上げて放送された。

## 仙台放送歴代の夕方ニュース
- 1978年10月2日 - 1984年9月28日 『仙台放送イブニングニュース』
- 1984年10月1日 - 1988年3月31日 『FNN仙台放送イブニングニュース』
- 1988年4月1日 - 1997年3月30日 『FNN仙台放送スーパータイム』
- 1997年3月31日 - 1998年3月29日 『FNN仙台放送ザ・ヒューマン』
- 1998年3月30日 - 2015年3月27日 『FNN仙台放送スーパーニュース』（平日）
  - 1998年4月4日 - 2015年3月29日 『FNN仙台放送スーパーニュースWEEKEND』（週末）
- 2015年3月30日 - 2018年3月30日 『仙台放送みんなのニュース』（平日）
  - 2015年4月4日 - 2018年4月1日 『FNN みんなのニュース Weekend』（週末）
- 2018年4月2日 - 現在『仙台放送プライムニュース』